# Schaerweijde (sportvereniging)
De Zeister Sportvereniging Schaerweijde werd opgericht op 12 februari 1932. Het terrein van Schaerweijde ligt op het Sportpark Krakelingweg aan de Hein Bottingalaan 1 te Zeist, te midden van de Schaerweijder Bossen. Op 19 november 1966 werd het huidige clubhuis geopend.

## Organisatie
In het verleden kende Schaerweijde twee afdelingen: hockey en cricket.
Tegenwoordig bestaat Schaerweijde uit een hockey- en een golfafdeling.
Het bestuur van de Zeister Sportvereniging Schaerweijde bestaat uit een verenigingsbestuur, een hockey- en een golfbestuur.

## Hockey

### Tenue
Het tenue van de hockeyvereniging bestaat uit een rood shirt, zwarte broek/rok en zwart-rode kousen.

### Velden
Er zijn vijf kunstgrasvelden aanwezig, waarvan drie watervelden en twee semi-watervelden.
- In 1984 werd het eerste kunstgrasveld aangelegd.
- In 1990 werd het tweede kunstgrasveld geopend door de burgemeester van Zeist, de heer Boekhoven.
- In 1999 en 2002 werden respectievelijk een derde en vierde kunstgrasveld aangelegd.
- In 2002 is het zandingestrooide hoofdveld vervangen door een waterveld.
- In 2012 is in de zomer de toplaag van het waterveld vernieuwd en is een extra deel afgegraven om ruimte te maken voor een vijfde veld.
- Vanaf 2017 zijn er 3 watervelden en 2 semi-watervelden. De drie nieuwe watervelden werden geopend door oud-staatssecretaris van Sport en oud voorzitter NOC*NSF, Erica Terpstra en Michael van der Knoop, voorzitter van Schaerweijde hockey.

Daarnaast bevindt zich op het terrein de Jan Weverhal, waarin in de winter zaalhockey wordt gespeeld.

### Eerste teams
Heren 1 speelde in het seizoen 2017/18 in de Overgangsklasse. Hoofdcoach was Suzan Veen, olympisch kampioen hockey en international met meer dan 100 caps. Ze werd geassisteerd door Taeke Taekema.
Dames 1 speelde in het seizoen 2017/18 in de Eerste klasse. Hoofdcoach was Erik Jazet die meer dan 100 interlands speelde en olympisch goud haalde. Bart van Gaalen was zijn assistent.
Sinds het daaropvolgende seizoen speelt heren 1 in de Promotieklasse en dames 1 in de Overgangsklasse.
Het herenteam van Schaerwijde speelde regelmatig in de Hoofdklasse. In de periode 2011-2016 voor het laatst.
De eerste teams spelen hun wedstrijden altijd op het eerste veld in De Kuil.

### Derby's
Over het algemeen zijn er in het hockey een aantal clubs die gezien worden als aartsrivaal van Schaerweijde. De derby in Zeist wordt gevormd door Schaerweijde en hockeyclub Phoenix, die meestal een divisie lager spelen. Daarbuiten wordt ook SCHC uit Bilthoven gezien als rivaal (de derby van de Utrechtse Heuvelrug).

## Golf
In 1984 werd een negenholes-baan en een driving range voor de golfafdeling opgezet. De baan is aangelegd om de hockeyvelden heen.
In de zomer van 2012 is er een nieuwe driving range neergezet, dit omdat de oude niet meer voldeed en er ruimte nodig was voor het vijfde hockeyveld. Er is daarom besloten om alle oefenfaciliteiten te vernieuwen nu met nieuwe grote oefengreen en een verhoogde green om te chippen.
Marco Dijkema is als golfprofessional aan de club verbonden.
Schaerweijde is in de jaren 2010 en 2012 landskampioen geworden in de NGF-C competitie.